# Raymond (Waszyngton)
Raymond – miasto w Stanach Zjednoczonych, w stanie Waszyngton, w hrabstwie Pacific.